# Georg von Roques
Georg Friedrich Franz von Roques (* 20. Juli 1833 in Kassel; † 1. Dezember 1904 ebenda) war ein preußischer Generalleutnant.

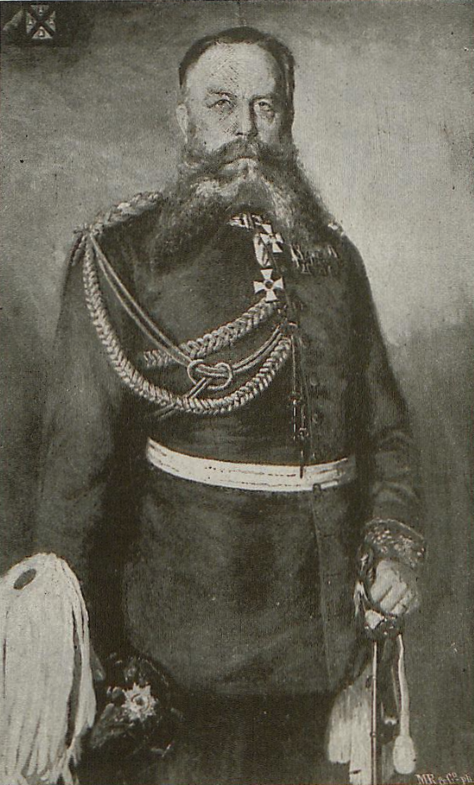
George von Roques (1894)

## Leben
Georg von Roques war ein Sohn des kurhessischen Oberstleutnants Hieronymus Heinrich von Roques (1795–1850). Nach dem Besuch des Kadettenkorps in seiner Heimatstadt Kassel wurde er am 10. Juni 1851 als Portepeefähnrich dem 2. Infanterie-Regiment (Landgraf Wilhelm) der Kurhessischen Armee überwiesen. Er avancierte Ende September 1851 zum Sekondeleutnant, diente von Ende September 1856 bis Anfang August 1859 als Adjutant des II. Bataillons und stieg anschließend als Premierleutnant zum Regimentsadjutanten auf. Daran schloss sich ab Mitte Mai 1865 eine Kommandierung als Adjutant der 2. Infanterie-Brigade in Fulda an und in dieser Stellung nahm Roques 1866 am Krieg gegen Preußen teil.
Nach dem verlorenen Krieg und der preußischen Annexion des Kurfürstentums wurde Roques zum 30. Oktober 1866 in das aus Teilen seines alten Verbandes formierten Infanterie-Regiments Nr. 82 in die Preußische Armee übernommen. Unter Beförderung zum Hauptmann wurde er Mitte November 1867 Chef der 1. Kompanie, mit der sich 1870/71 während des Krieges gegen Frankreich an den Kämpfen bei Weißenburg und Sedan, der Beschießung von Pfalzburg sowie der Belagerung von Paris beteiligte.
Für sein Wirken mit dem Eisernen Kreuz II. Klasse ausgezeichnet, wurde er nach dem Friedensschluss Mitte März 1876 als Major seinem Regiment aggregiert und am 11. Januar 1877 in das Pommersche Füsilier-Regiment Nr. 34 nach Stettin versetzt. Ab November 1879 war Roques Kommandeur des I. Bataillons, bis er am 23. August 1883 seinen Abschied nahm und als Kommandeur des See-Bataillons in der Kaiserlichen Marine  angestellt wurde. Zugleich war er vom 1. Oktober 1883 bis zum 31. März 1889 als Lehrer an der Marineakademie sowie als Examinator bei der Seeoffizier- und Kadetten-Prüfungskommission tätig. Ende November 1883 avancierte er zum Oberstleutnant und erhielt zum 1. April 1885 den Rang und die Gebührnisse eines Regimentskommandeurs. Man beauftragte Roques auch ab dem 29. Juni 1886 mit der Wahrnehmung der Geschäfte als Kommandant von Kiel. Er rückte Mitte Januar 1887 zum Oberst auf und wurde unter Stellung à la suite des I. See-Bataillons und Belassung als Kommandant von Kiel am 1. April 1889 zum Inspekteur der Marineinfanterie ernannt. In dieser Eigenschaft erhielt er Mitte November 1889 den Rang als Brigadekommandeur.
Zum 24. März 1890 schied Roques aus der Marine aus und wurde unter Beförderung zum Generalmajor als Kommandeur der 20. Infanterie-Brigade nach Posen versetzt. Daran schloss sich ab dem 24. Oktober 1891 eine Verwendung als Kommandant von Magdeburg an und als solcher erhielt er am 18. April 1893 den Charakter als Generalleutnant. In Genehmigung seines Abschiedsgesuches wurde Roques am 14. Mai 1894 mit der gesetzlichen Pension zur Disposition gestellt und mit dem Stern zum Kronen-Orden II. Klasse ausgezeichnet.